# Akasaka ACT Theater
El TBS Akasaka ACT Theater (en japonés: TBS赤坂ACTシアター) es un teatro ubicado en Akasaka, Minato, Tokio, Japón. Terminado en 2008, el teatro de cuatro pisos de 28,9 metros (95 pies) de altura tiene una capacidad de 1324 asientos. En septiembre de 2014, el teatro muestra la versión musical de Arthur Kopit del clásico de Gastón Leroux, El fantasma de la ópera. Desde junio de 2022, ha sido un teatro dedicado al escenario Harry Potter y el legado maldito.